# Hoysala
Hoysala (Kannada: ಹೊಯ್ಸಳ ಸಾಮ್ರಾಜ್ಯ; IPA: hojsəɭə saːmraːdʒjə; uitspraakⓘ) was van de 11e tot de 14e eeuw een invloedrijk koninkrijk in Zuid-India, ongeveer ter grootte van de huidige deelstaat Karnataka. De hoofdstad was in het begin Belur maar verplaatste later naar Halebidu.
De Hoysala-koningen waren oorspronkelijk bergvolkeren uit Malnad, een hoger gelegen gebied in de West-Ghats. Ze maakten in de 12e eeuw gebruik van de voortdurende oorlog tussen de Westelijke Chalukya's en Kalachuri's door een steeds groter gebied te annexeren. In de 13e eeuw heersten ze over een rijk dat zich uitstrekte over het huidige Karnataka en delen van Tamil Nadu en Andhra Pradesh.
De Hoysala-periode was een tijd van ontwikkeling in de kunst, architectuur en religie van Zuid-India. Tegenwoordig zijn de bekendste overblijfselen van het rijk de tempels gebouwd in de Hoysala-architectuur. Meer dan honderd tempels zijn verspreid over Karnataka bewaard gebleven, de bekendsten zijn de Chennakesavatempel in Belur, de Hoysaleswaratempel in Haledibu en de Chennakesavatempel in Somanathapura. De Hoysala-koningen patroniseerden ook de Kannada en Sanskrietliteratuur.